# Achille Borella (Politiker, 1845)

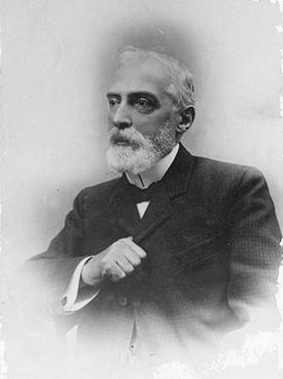
Achille Borella um 1900

Achille Borella (* 15. August 1845 in Mendrisio; † 29. März 1922 ebenda; heimatberechtigt ebenda) war ein Schweizer Politiker (liberal-radikale Partei) und Jurist.

## Leben
Achille  Borella promovierte in Rechtswissenschaften in Pavia und war danach als Strafrechtler tätig.
Für die liberal-radikale Partei, heutige FDP, war er von 1877 bis 1905 Gemeindepräsident von Mendrisio und im selben Zeitraum sowie von 1917 bis 1922 Mitglied des Tessiner Grossrates. Bei den Schweizer Parlamentswahlen 1893 wurde er für den Wahlkreis Tessin-Süd in den Nationalrat gewählt, dem er bis zu seinem Tod beiwohnte. Zudem sass er von 1905 bis 1917 im Staatsrat des Kantons Tessin.